# Kolan-Rötelmaus
Die Kolan-Rötelmaus oder Inez-Rotrücken-Wühlmaus (Caryomys inez, Syn.: Eothenomys inez) ist eine Nagetierart aus der Unterfamilie der Wühlmäuse (Arvicolinae). Sie kommt in den zentralen Gebirgsregionen in China vor.

## Merkmale
Die Kolan-Rötelmaus erreicht eine Kopf-Rumpf-Länge von 8,7 bis 9,4 Zentimeter mit einem Schwanz von 3,2 bis 4,2 Zentimeter Länge. Die Hinterfußlänge beträgt 15 bis 16 Millimeter, die Ohrlänge 10 bis 12 Millimeter. Das Rückenfell ist einheitlich sandfarben braun, das Bauchfell ist blass sandfarben. Der Schwanz ist etwas länger als die Kopf-Rumpf-Länge und deutlich zweifarbig mit dunkelbrauner Oberseite und blassbrauner Unterseite. Die Oberseiten der Füße und Hände sind braun. Die Ohren sind sehr klein und erheben sich kaum aus dem Kopffell.
Der Schädel hat eine Länge von 23,0 bis 24,0 Millimeter. Er entspricht dem der Gansu-Rötelmaus (Caryomys eva) und unterscheidet sich von diesem vor allem durch spezifische Zahnmerkmale.

## Verbreitung
Die Kolan-Rötelmaus kommt in den zentralen chinesischen Gebirgsregionen in Teilen von Shaanxi nach Osten bis Shanxi sowie Anhui, Sichuan, Gansu, Nigxia und Hebei vor. Sie lebt dabei in Höhen von 500 bis 2000 Metern.

## Lebensweise
Die Kolan-Rötelmaus lebt vor allem in bewaldeten Schluchten und Felsspalten in Höhenlagen zwischen 500 und 2000 Metern. Sie gräbt in lockerer Erde und ernährt sich herbivor vor allem von verschiedenen Pflanzenteilen und Gräsern. Die Fortpflanzung findet zwischen März und Oktober statt, ein Weibchen mit zwei Embryonen wurde dokumentiert.

## Systematik
Die Kolan-Rötelmaus wird als eigenständige Art innerhalb der Gattung Caryomys eingeordnet, die aus zwei Arten besteht. Die wissenschaftliche Erstbeschreibung der beiden Arten und der Gattung stammt von dem britischen Zoologen Oldfield Thomas, der die Art 1908 anhand von Individuen aus Shanxi beschrieb. Ursprünglich wurden beide Arten den Feldmäusen (Microtus) zugeordnet, später wurden sie teilweise den Père-David-Wühlmäusen (Eothenomys) zugeschlagen, aufgrund der Form des Penisknochens (Baculum) wurde die Gattung mit den beiden Arten jedoch 1992 etabliert. Die Kolan-Rötelmaus wurde zudem als Synonym der Graurötelmaus (Myodes rufocanus) betrachtet.
Innerhalb der Art werden mit der Nominatform C.i. inez aus den nördlichen Teilen des Verbreitungsgebietes und  C.i. nux im südlichen Verbreitungsgebiet zwei Unterarten beschrieben.
Die Benennung als inez wurde von Thomas in der Erstbeschreibung nicht weiter erklärt, es ist entsprechend nicht bekannt, ob es sich um ein Eponym und damit um eine Würdigung oder Widmung handelt oder er den Namen aus anderen Gründen gewählt hat. Spekuliert wird, dass der Name Bezug nimmt auf Inez Luanne Wilder, Professorin für Zoologie am Smith College in Massachusetts.

## Status, Bedrohung und Schutz
Obwohl über die Bestände der Kolan-Rötelmaus kaum Informationen vorliegen, wird sie von der International Union for Conservation of Nature and Natural Resources (IUCN) als nicht gefährdet (Least concern) eingeordnet. Begründet wird dies mit dem verhältnismäßig großen Verbreitungsgebiet und den angenommenen großen Beständen der Art. Im Verbreitungsgebiet der Art sind keine bestandsgefährdenden Risiken bekannt, da keine Informationen vorliegen.

## Belege
1. 1 2 3 4 5 6  Darrin Lunde, Andrew T. Smith: Inez's Vole. In: Andrew T. Smith, Yan Xie: A Guide to the Mammals of China. Princeton University Press, Princeton NJ 2008, ISBN 978-0-691-09984-2, S. 220.
2. 1 2 3 4 5  Caryomys inez in der Roten Liste gefährdeter Arten der IUCN 2016.2. Eingestellt von: A.T. Smith, C.H. Johnston, 2008. Abgerufen am 28. September 2016.
3. 1 2 3 4  Caryomys inez. In: Don E. Wilson, DeeAnn M. Reeder (Hrsg.): Mammal Species of the World. A taxonomic and geographic Reference. 2 Bände. 3. Auflage. Johns Hopkins University Press, Baltimore MD 2005, ISBN 0-8018-8221-4.
4. ↑  Bo Beolens, Michael Grayson, Michael Watkins: The Eponym Dictionary of Mammals. Johns Hopkins University Press, 2009; S. 204; ISBN 978-0-8018-9304-9.